# La Picossa (Móra d'Ebre)
La Picossa és una muntanya de 499 metres que es troba al municipi de Móra d'Ebre, a la comarca catalana de la Ribera d'Ebre.
Al cim s'hi pot trobar un vèrtex geodèsic (referència 251139001).

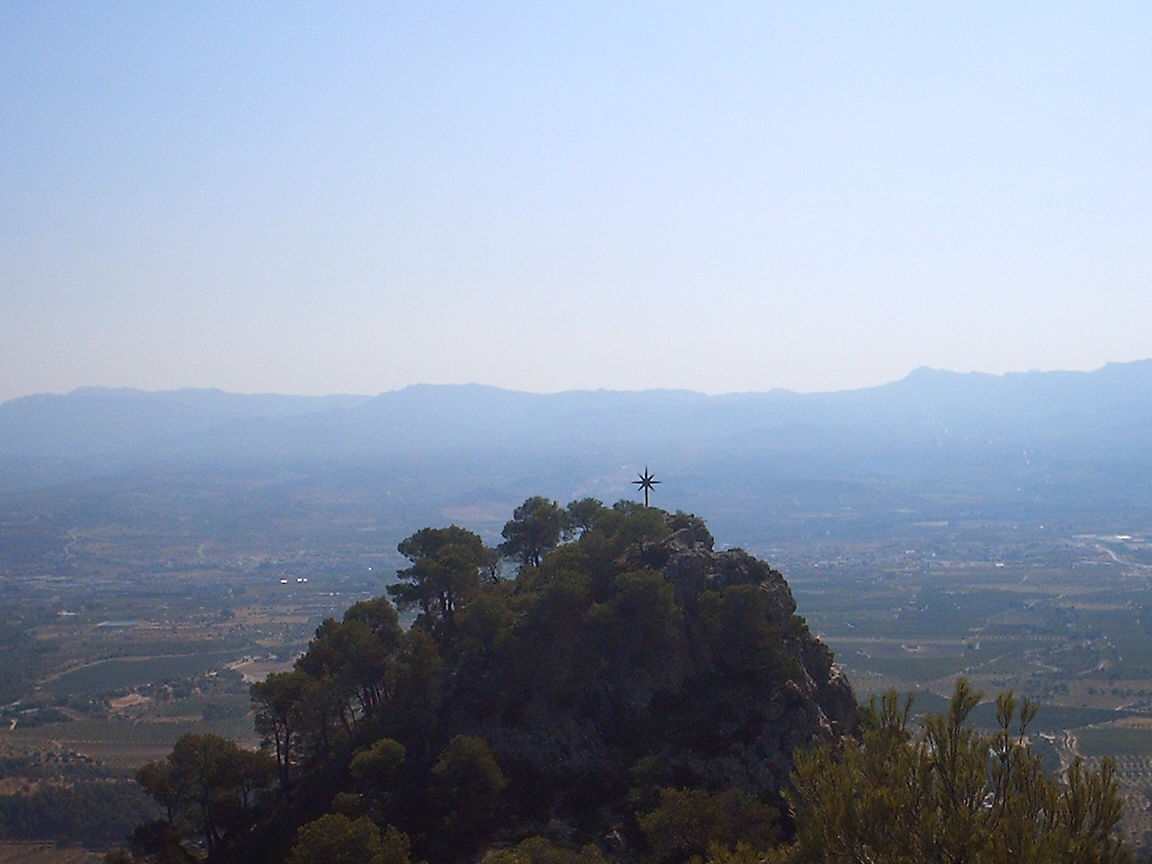
El cim de l'Estel

Ben a prop, vers a l'est, hi ha el Cim de l'Estel amb motiu del vistós estel metàl·lic que el corona i amb vistes de 360 graus. Amb tot, hi ha diverses senyals que en desaconsellen pujar-hi perquè hi viuen diverses rapinyaires, sobretot en època de cria entre febrer i maig.
Durant la batalla de l'Ebre a les acaballes de la Guerra Civil espanyola, hom hi situà un punt d'observació de les forces republicanes, bombardejat pels franquistes abans de l'ensulsida final del front.
Aquest cim està inclòs al llistat dels 100 cims de la FEEC.  